# Xoanodera marmorata
Xoanodera marmorata är en skalbaggsart som beskrevs av J. Linsley Gressitt och Yves Rondon 1970. Xoanodera marmorata ingår i släktet Xoanodera och familjen långhorningar.
Artens utbredningsområde är Laos. Inga underarter finns listade i Catalogue of Life.